# Danh sách tiểu hành tinh: 6401–6500
| Tên                  | Tên đầu tiên | Ngày phát hiện       | Nơi phát hiện            | Người phát hiện                                        |
| -------------------- | ------------ | -------------------- | ------------------------ | ------------------------------------------------------ |
| 6401 Roentgen        | 1991 GB2     | 15 tháng 4 năm 1991  | Palomar                  | C. S. Shoemaker, E. M. Shoemaker, D. H. Levy           |
| 6402 Holstein        | 1991 GQ10    | 9 tháng 4 năm 1991   | Tautenburg Observatory   | F. Börngen                                             |
| 6403 Steverin        | 1991 NU      | 8 tháng 7 năm 1991   | Palomar                  | E. F. Helin                                            |
| 6404 Vanavara        | 1991 PS6     | 6 tháng 8 năm 1991   | La Silla                 | E. W. Elst                                             |
| 6405 Komiyama        | 1992 HJ      | 30 tháng 4 năm 1992  | Yatsugatake              | Y. Kushida, O. Muramatsu                               |
| 6406                 | 1992 MJ      | 28 tháng 6 năm 1992  | Palomar                  | H. E. Holt                                             |
| 6407                 | 1992 PF2     | 2 tháng 8 năm 1992   | Palomar                  | H. E. Holt                                             |
| 6408 Saijo           | 1992 UT5     | 28 tháng 10 năm 1992 | Kitami                   | K. Endate, K. Watanabe                                 |
| 6409                 | 1992 VC      | 2 tháng 11 năm 1992  | Uenohara                 | N. Kawasato                                            |
| 6410 Fujiwara        | 1992 WO4     | 29 tháng 11 năm 1992 | Kiyosato                 | S. Otomo                                               |
| 6411 Tamaga          | 1993 TA      | 8 tháng 10 năm 1993  | Siding Spring            | R. H. McNaught                                         |
| 6412 Kaifu           | 1993 TL2     | 15 tháng 10 năm 1993 | Kitami                   | K. Endate, K. Watanabe                                 |
| 6413 Iye             | 1993 TJ3     | 15 tháng 10 năm 1993 | Kitami                   | K. Endate, K. Watanabe                                 |
| 6414 Mizunuma        | 1993 UX      | 24 tháng 10 năm 1993 | Oizumi                   | T. Kobayashi                                           |
| 6415                 | 1993 VR3     | 11 tháng 11 năm 1993 | Kushiro                  | S. Ueda, H. Kaneda                                     |
| 6416 Nyukasayama     | 1993 VY3     | 14 tháng 11 năm 1993 | Nyukasa                  | M. Hirasawa, S. Suzuki                                 |
| 6417 Liberati        | 1993 XA      | 4 tháng 12 năm 1993  | Stroncone                | A. Vagnozzi                                            |
| 6418 Hanamigahara    | 1993 XJ      | 8 tháng 12 năm 1993  | Oizumi                   | T. Kobayashi                                           |
| 6419 Susono          | 1993 XX      | 7 tháng 12 năm 1993  | Susono                   | M. Akiyama, T. Furuta                                  |
| 6420 Riheijyaya      | 1993 XG1     | 14 tháng 12 năm 1993 | Oizumi                   | T. Kobayashi                                           |
| 6421                 | 1993 XS1     | 6 tháng 12 năm 1993  | Kushiro                  | S. Ueda, H. Kaneda                                     |
| 6422 Akagi           | 1994 CD1     | 7 tháng 2 năm 1994   | Oizumi                   | T. Kobayashi                                           |
| 6423 Harunasan       | 1994 CP2     | 13 tháng 2 năm 1994  | Oizumi                   | T. Kobayashi                                           |
| 6424 Ando            | 1994 EN3     | 14 tháng 3 năm 1994  | Kitami                   | K. Endate, K. Watanabe                                 |
| 6425                 | 1994 WZ3     | 28 tháng 11 năm 1994 | Kushiro                  | S. Ueda, H. Kaneda                                     |
| 6426 Vanýsek         | 1995 ED      | 2 tháng 3 năm 1995   | Kleť                     | M. Tichý                                               |
| 6427                 | 1995 FY      | 28 tháng 3 năm 1995  | Kushiro                  | S. Ueda, H. Kaneda                                     |
| 6428 Barlach         | 3513 P-L     | 17 tháng 10 năm 1960 | Palomar                  | C. J. van Houten, I. van Houten-Groeneveld, T. Gehrels |
| 6429 Brancusi        | 4050 T-1     | 26 tháng 3 năm 1971  | Palomar                  | C. J. van Houten, I. van Houten-Groeneveld, T. Gehrels |
| 6430                 | 1964 UP      | 30 tháng 10 năm 1964 | Nanking                  | Purple Mountain Observatory                            |
| 6431                 | 1967 UT      | 30 tháng 10 năm 1967 | Hamburg-Bergedorf        | L. Kohoutek                                            |
| 6432 Temirkanov      | 1975 TR2     | 3 tháng 10 năm 1975  | Nauchnij                 | L. I. Chernykh                                         |
| 6433 Enya            | 1978 WC      | 18 tháng 11 năm 1978 | Kleť                     | A. Mrkos                                               |
| 6434 Jewitt          | 1981 OH      | 26 tháng 7 năm 1981  | Anderson Mesa            | E. Bowell                                              |
| 6435 Daveross        | 1984 DA      | 24 tháng 2 năm 1984  | Palomar                  | E. F. Helin, R. S. Dunbar                              |
| 6436 Coco            | 1985 JX1     | 13 tháng 5 năm 1985  | Palomar                  | C. S. Shoemaker, E. M. Shoemaker                       |
| 6437 Stroganov       | 1987 QS7     | 28 tháng 8 năm 1987  | La Silla                 | E. W. Elst                                             |
| 6438 Suárez          | 1988 BS3     | 18 tháng 1 năm 1988  | La Silla                 | H. Debehogne                                           |
| 6439 Tirol           | 1988 CV      | 13 tháng 2 năm 1988  | Tautenburg Observatory   | F. Börngen                                             |
| 6440 Ransome         | 1988 RA2     | 8 tháng 9 năm 1988   | Kleť                     | A. Mrkos                                               |
| 6441 Milenajesenská  | 1988 RR2     | 9 tháng 9 năm 1988   | Kleť                     | A. Mrkos                                               |
| 6442 Salzburg        | 1988 RU3     | 8 tháng 9 năm 1988   | Tautenburg Observatory   | F. Börngen                                             |
| 6443                 | 1988 RH12    | 14 tháng 9 năm 1988  | Cerro Tololo             | S. J. Bus                                              |
| 6444                 | 1989 WW      | 20 tháng 11 năm 1989 | Toyota                   | K. Suzuki, T. Urata                                    |
| 6445 Bellmore        | 1990 FS1     | 23 tháng 3 năm 1990  | Palomar                  | E. F. Helin                                            |
| 6446 Lomberg         | 1990 QL      | 18 tháng 8 năm 1990  | Palomar                  | E. F. Helin                                            |
| 6447 Terrycole       | 1990 TO1     | 14 tháng 10 năm 1990 | Palomar                  | E. F. Helin                                            |
| 6448                 | 1991 CW      | 8 tháng 2 năm 1991   | Toyota                   | K. Suzuki, T. Urata                                    |
| 6449 Kudara          | 1991 CL1     | 7 tháng 2 năm 1991   | Geisei                   | T. Seki                                                |
| 6450                 | 1991 GV1     | 9 tháng 4 năm 1991   | Palomar                  | E. F. Helin                                            |
| 6451 Kärnten         | 1991 GP10    | 9 tháng 4 năm 1991   | Tautenburg Observatory   | F. Börngen                                             |
| 6452 Johneuller      | 1991 HA      | 17 tháng 4 năm 1991  | Foggy Bottom             | T. J. Balonek                                          |
| 6453                 | 1991 NY      | 13 tháng 7 năm 1991  | Palomar                  | H. E. Holt                                             |
| 6454                 | 1991 UG1     | 29 tháng 10 năm 1991 | Siding Spring            | R. H. McNaught                                         |
| 6455                 | 1992 HE      | 25 tháng 4 năm 1992  | Siding Spring            | R. H. McNaught                                         |
| 6456 Golombek        | 1992 OM      | 27 tháng 7 năm 1992  | Palomar                  | E. F. Helin, K. J. Lawrence                            |
| 6457 Kremsmünster    | 1992 RT      | 2 tháng 9 năm 1992   | Tautenburg Observatory   | L. D. Schmadel, F. Börngen                             |
| 6458 Nouda           | 1992 TD1     | 2 tháng 10 năm 1992  | Geisei                   | T. Seki                                                |
| 6459 Hidesan         | 1992 UY5     | 28 tháng 10 năm 1992 | Kitami                   | K. Endate, K. Watanabe                                 |
| 6460 Bassano         | 1992 UK6     | 16 tháng 10 năm 1992 | Bassano Bresciano        | U. Quadri, L. Strabla                                  |
| 6461                 | 1993 VB5     | 4 tháng 11 năm 1993  | Siding Spring            | R. H. McNaught                                         |
| 6462 Myougi          | 1994 AF2     | 9 tháng 1 năm 1994   | Oizumi                   | T. Kobayashi                                           |
| 6463 Isoda           | 1994 AG3     | 13 tháng 1 năm 1994  | Kitami                   | K. Endate, K. Watanabe                                 |
| 6464 Kaburaki        | 1994 CK      | 1 tháng 2 năm 1994   | Yatsugatake              | Y. Kushida, O. Muramatsu                               |
| 6465 Zvezdotchet     | 1995 EP      | 3 tháng 3 năm 1995   | Zelenchukskaya           | T. V. Kryachko                                         |
| 6466                 | 1979 MU8     | 25 tháng 6 năm 1979  | Siding Spring            | E. F. Helin, S. J. Bus                                 |
| 6467 Prilepina       | 1979 TS2     | 14 tháng 10 năm 1979 | Nauchnij                 | N. S. Chernykh                                         |
| 6468 Welzenbach      | 1981 ED19    | 2 tháng 3 năm 1981   | Siding Spring            | S. J. Bus                                              |
| 6469 Armstrong       | 1982 PC      | 14 tháng 8 năm 1982  | Kleť                     | A. Mrkos                                               |
| 6470 Aldrin          | 1982 RO1     | 14 tháng 9 năm 1982  | Kleť                     | A. Mrkos                                               |
| 6471 Collins         | 1983 EB1     | 4 tháng 3 năm 1983   | Kleť                     | A. Mrkos                                               |
| 6472 Rosema          | 1985 TL      | 15 tháng 10 năm 1985 | Anderson Mesa            | E. Bowell                                              |
| 6473 Winkler         | 1986 GM      | 9 tháng 4 năm 1986   | Anderson Mesa            | E. Bowell                                              |
| 6474 Choate          | 1987 SG1     | 21 tháng 9 năm 1987  | Anderson Mesa            | E. Bowell                                              |
| 6475 Refugium        | 1987 SZ6     | 29 tháng 9 năm 1987  | Đài thiên văn Zimmerwald | P. Wild                                                |
| 6476                 | 1987 VT      | 15 tháng 11 năm 1987 | Kleť                     | Z. Vávrová                                             |
| 6477                 | 1988 AE5     | 14 tháng 1 năm 1988  | La Silla                 | H. Debehogne                                           |
| 6478 Gault           | 1988 JC1     | 12 tháng 5 năm 1988  | Palomar                  | C. S. Shoemaker, E. M. Shoemaker                       |
| 6479 Leoconnolly     | 1988 LC      | 15 tháng 6 năm 1988  | Palomar                  | E. F. Helin                                            |
| 6480 Scarlatti       | 1988 PM1     | 12 tháng 8 năm 1988  | Haute Provence           | E. W. Elst                                             |
| 6481 Tenzing         | 1988 RH2     | 9 tháng 9 năm 1988   | Kleť                     | A. Mrkos                                               |
| 6482 Steiermark      | 1989 AF7     | 10 tháng 1 năm 1989  | Tautenburg Observatory   | F. Börngen                                             |
| 6483 Nikolajvasilʹev | 1990 EO4     | 2 tháng 3 năm 1990   | La Silla                 | E. W. Elst                                             |
| 6484 Barthibbs       | 1990 FT1     | 23 tháng 3 năm 1990  | Palomar                  | E. F. Helin                                            |
| 6485 Wendeesther     | 1990 UR1     | 25 tháng 10 năm 1990 | Palomar                  | C. S. Shoemaker, E. M. Shoemaker, D. H. Levy           |
| 6486                 | 1991 FO      | 17 tháng 3 năm 1991  | Palomar                  | E. F. Helin                                            |
| 6487 Tonyspear       | 1991 GA1     | 8 tháng 4 năm 1991   | Palomar                  | E. F. Helin                                            |
| 6488 Drebach         | 1991 GU9     | 10 tháng 4 năm 1991  | Tautenburg Observatory   | F. Börngen                                             |
| 6489 Golevka         | 1991 JX      | 10 tháng 5 năm 1991  | Palomar                  | E. F. Helin                                            |
| 6490                 | 1991 NR2     | 12 tháng 7 năm 1991  | Palomar                  | H. E. Holt                                             |
| 6491                 | 1991 OA      | 16 tháng 7 năm 1991  | Palomar                  | H. E. Holt                                             |
| 6492                 | 1991 OH1     | 18 tháng 7 năm 1991  | La Silla                 | H. Debehogne                                           |
| 6493 Cathybennett    | 1992 CA      | 2 tháng 2 năm 1992   | Palomar                  | E. F. Helin                                            |
| 6494                 | 1992 NM      | 8 tháng 7 năm 1992   | Kiyosato                 | S. Otomo                                               |
| 6495                 | 1992 UB1     | 19 tháng 10 năm 1992 | Kushiro                  | S. Ueda, H. Kaneda                                     |
| 6496 Kazuko          | 1992 UG2     | 19 tháng 10 năm 1992 | Kitami                   | K. Endate, K. Watanabe                                 |
| 6497 Yamasaki        | 1992 UR3     | 27 tháng 10 năm 1992 | Geisei                   | T. Seki                                                |
| 6498 Ko              | 1992 UJ4     | 16 tháng 10 năm 1992 | Kitami                   | K. Endate, K. Watanabe                                 |
| 6499 Michiko         | 1992 UV6     | 27 tháng 10 năm 1992 | Nyukasa                  | M. Hirasawa, S. Suzuki                                 |
| 6500 Kodaira         | 1993 ET      | 15 tháng 3 năm 1993  | Kitami                   | K. Endate, K. Watanabe                                 |